# Tony Reno
Tony Peter Niemistö (Danderyd, 10 februari 1963), bekend onder de artiestennaam Tony Reno, is een Zweeds drummer.  Van 1979 tot 1984 was hij drummer van de band Europe.
In 1986 verving hij Mikkey Dee bij de rockband Geisha. De zanger van Geisha vormde later de band =Y= en Niemistö voegde zich bij deze band.
Tegenwoordig (na 2000) werkt Niemistö voor een computerbedrijf.

## Discografie

### Europe
- Europe (1983)
- Wings of tomorrow (1984)

### Geisha
- Phantasmagoria (1987)

### =Y=
- =Y= (1991)
- Rawchild (1992)